# Commonwealth Games 2006/Netball
Bei den Commonwealth Games 2006 in der australischen Metropole Melbourne fand ein Netball-Turnier der Frauen statt.
Austragungsort der Vorrundenspiele war das State Netball Hockey Centre. Die Finalrunde wurde in der Vodafone Arena ausgetragen.

## Vorrunde

### Gruppe A
| Neuseeland – St. Vincent |  | 98:31 |
| England – Malawi         |  | 63:47 |
| England – Fidschi        |  | 60:41 |
| Malawi – Südafrika       |  | 57:56 |
| Südafrika – St. Vincent  |  | 80:34 |
| Neuseeland – Fidschi     |  | 80:26 |
| Fidschi – Malawi         |  | 52:53 |
| England – St. Vincent    |  | 78:18 |
| St. Vincent – Malawi     |  | 44:66 |
| Neuseeland – Südafrika   |  | 74:37 |
| Südafrika – Fidschi      |  | 56:51 |
| Neuseeland – England     |  | 55:40 |
| Fidschi – St. Vincent    |  | 58:44 |
| Neuseeland – Malawi      |  | 67:39 |
| England – Südafrika      |  | 67:35 |

### Gruppe B
| Jamaika – Singapur    |  | 67:22  |
| Australien – Wales    |  | 78:22  |
| Singapur – Samoa      |  | 33:76  |
| Jamaika – Barbados    |  | 69:30  |
| Australien – Barbados |  | 70:27  |
| Samoa – Wales         |  | 49:42  |
| Jamaika – Wales       |  | 74:21  |
| Barbados – Singapur   |  | 51:40  |
| Australien – Samoa    |  | 78:47  |
| Wales – Singapur      |  | 45:36  |
| Samoa – Barbados      |  | 45:41  |
| Australien – Jamaika  |  | 54:54  |
| Barbados – Wales      |  | 34:55  |
| Australien – Singapur |  | 107:19 |
| Jamaika – Singapur    |  | 60:47  |

## Finalrunde

### Spiel um Platz 11
| Singapur – St. Vincent |  | 46:52 |

### Spiel um Platz 9
| Südafrika – Wales |  | 46:43 |

### Spiel um Platz 7
| Fidschi – Barbados |  | 69:45 |

### Spiel um Platz 5
| Samoa – Malawi |  | 53:50 |

### Halbfinale
| Neuseeland – Jamaika |  | 61:41 |
| Australien – England |  | 52:40 |

### Spiel um Bronzemedaille
| Jamaika – England |  | 52:53 |

### Finale
| Neuseeland – Australien |  | 60:55 |

## Medaillengewinnerinnen
| Platz | Land | Sportlerinnen |
| ----- | ---- | --- |
| 1     | NZL  | Leana de Bruin, Belinda Colling, Vilimaina Davu, Irene van Dyk, Temepara George, Laura Langman, Anna Rowberry, Anna Scarlett, Jessica Tuki, Maria Tutaia, Casey Williams, Adine Wilson             |
| 2     | AUS  | Natalie Avellino, Natalie von Bertouch, Alison Broadbent, Bianca Chatfield, Catherine Cox, Megan Dehn, Susan Fuhrmann, Selina Gilsenan, Janine Ilitch, Sharelle McMahon, Susan Pratley, Jess Shynn |
| 3     | ENG  | Ama Agbeze, Karen Atkinson, Louisa Brownfield, Jade Clarke, Pamela Cookey, Rachel Dunn, Chioma Ezeogu, Geva Mentor, Sonia Mkoloma, Olivia Murphy, Naomi Stenhouse, Abby Teare                      |